# Нгати-маниапото

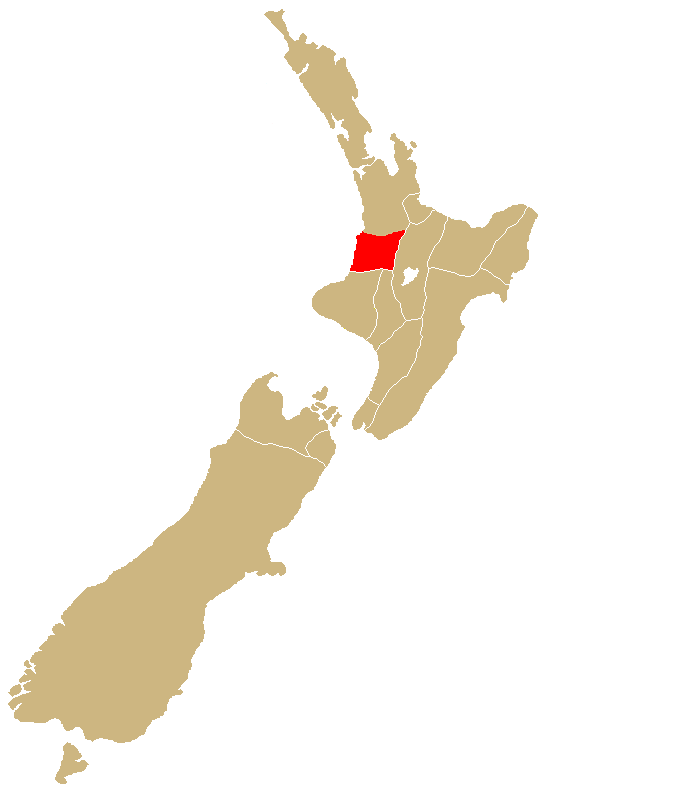
Район расселения племени Нгати Маниапото на Северном острове Новой Зеландии

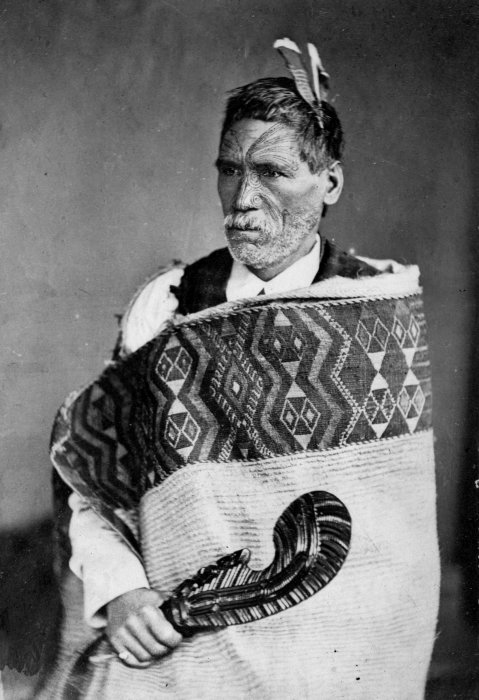
Реви Маниапото (1807—1894), вождь племени Нгати Маниапото, 1879 год

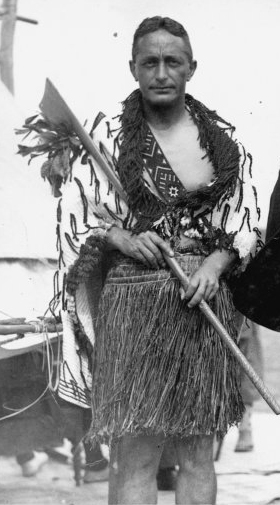
Пеи Те Хуринуи Джонс (1898—1976), новозеландский племенной лидер, переводчик, сухопутный офицер, писатель, переводчик и генеалог.

Нгати Маниапото — племя (иви) маори, живущее в районе Уаикато-Уаитомо на Северном острове Новой Зеландии. Он является частью конфедерации Таинуи, члены которой ведут свою родословную от людей, прибывших в Новую Зеландию на вака (каноэ) Таинуи. Перепись населения Новой Зеландии 2006 года показала, что племя Нгати Маниапото насчитывает 33 627 членов, что делает её 7-й по величине иви в Новой Зеландии.

## История
Традиционная устная история маори сообщает, что полинезийские поселенцы, которые стали маори примерно в XIII веке, прибыли на разных больших каноэ (вака), от которых племена сегодня прослеживают свои родословные. Предки Нгати Маниапото, как и предки других племен (включая Нгати Раукава и Уаикато), прибыли на каноэ Таинуи. Племя обязано своим названием Маниапото, вождю, жившему в XVII веке. Хапу (роды) Нгати Маниапото действительно признают в нём общего предка.
Первые пакеха (европейцы) поселились в Новой Зеландии за десятилетия до аннексии этих островов Британской империей в 1840 году. Таким образом, миссионеры проповедовали на земле Нгати Маниапото в 1830-х годах. Луи Хетет женился на Те Рангитуатахи, дочь вождя Таонуи Хикаки, поселилась недалеко от Те Куити в начале 1840-х гг. Он основал мукомольные фабрики, а племя занялось сельскохозяйственным производством, позволяющим вести успешную торговлю с пакехой: пшеница, овес, лен и свиноводство. Ngati Maniapoto также приобретает четыре внешнеторговых судна: Rere-wiki, Parininihi, Re-wini и Aotearoa. Других пакеха приветствуют на землях племен, они основывают смешанные семьи. Вожди Нгати Маниапото были среди сторон, подписавших Договор Вайтанги в 1840 году, уступив свой суверенитет британской короне в обмен на признание права собственности на свою землю и доступ к статусу британских граждан.
В 1850-х годах Нгати Маниапото договорились с соседними племенами отказаться от дальнейшей продажи земли поселенцам за пределами своих общин, поскольку все больше и больше из них прибывали из Великобритании. В 1857 году племя признало Kingitanga, движение конфедерации племен региона под властью «короля», Потатау Те Фероферо, чтобы лучше противостоять расширению британской колонии на их землях. Таким образом, племя Нгати Маниапото принимали участие в войнах Таранаки (1860—1861) и Уаикато (1863—1864). Вождь Реви Маниапото возглавил силы Кингитанги для защиты па (укрепленной деревни) Оракау в 1864 году. Эти войны, однако, закончились поражением маори, которые потеряли многие из своих земель и отступили на «королевскую территорию» (страна королей), где маори сохранили автономию на некоторое время. Поэтому второй король маори Тафиао проживает на землях Нгати Маниапото. Эта территория не открывалась для контакта с пакеха до 1883 года. Строительство дорог и железных дорог постепенно интегрировало её с остальной частью страны.
В XX веке Пеи Те Хуринуи Джонс (1898—1976) и Дама Рангимари Хетет (1892—1995) играли важную роль в сохранении и возрождении племенной культуры и культуры маори в целом. Первый издает работы по истории и генеалогии племени и помогает сэру Апирана Нгата в публикации сборника традиционных песен, который остается «богатым источником классического языка маори». Вторая известна «своим талантом и знаниями в искусстве ткачества», знаниями, которыми она делится с молодыми поколениями за пределами своего племени. Оба награждены Орденом Британской Империи за заслуги перед культурой маори. Однако в то же время многие люди (особенно молодежь) покидают племенные земли в процессе урбанизации после Второй мировой войны.
В 1988 году был учрежден траст племени с функцией «сохранения и защиты самобытности, целостности и интересов племени маниапото». В этом ему советует «совет старейшин» (Te Mauri o Maniapoto).

## Нгати Маниапото в XXI веке
В 2010-х годах племя насчитывало около 35 000 членов, что делало его одним из крупнейших в стране. Он насчитывает более сорока мараэ, главный из которых, Те Токанга-нуи-а-нохо, находится в Те Куити, «и остается средоточием племенной идентичности». Племя является одним из последних, кто не урегулировал спор с новозеландской короной (то есть с правительством) по поводу экспроприации его земли в 1860-х годах в результате войн маори и в нарушение Договор Вайтанги. В августе 2017 года племя подписало принципиальное соглашение с правительством Новой Зеландии о получении компенсации за эти экспроприации.

## Известные члены племени
- Реви Маниапото (1807—1894), военачальник маори войск во время войн маори 1860-х годов
- Дама Рангимариэ Хетет (1892—1995), ткачиха
- Пеи Те Хуринуи Джонс (1898—1976), писатель
- Даме Кири Те Канава (род. 1944), оперная певица
- Темуэра Моррисон (род. 1960), актёр, наиболее известный по ролям в «Душе воинов» и сериале «Звездные войны»
- Саймон Бриджес (род. 1976), политик, лидер парламентской оппозиции с 2018 года.